# Ignition
|  | Aquest article tracta sobre videojoc. Si cerqueu l'àlbum musical, vegeu «Ignition (àlbum)». |

Ignition (1997) (a França Fun Tracks; a Alemanya Bleifuss Fun) és un videojoc per a ordinador PC/CD-ROM de carreres de cotxes, publicat per Virgin Interactive i desenvolupat per l'empresa sueca Unique Development Studios (UDS). Ignition (títol original) és la versió més comuna del joc, comercialitzada amb els idiomes espanyol, anglès, italià i suec, a escollir. Actualment, el joc ha estat considerat abandonat (vegeu a Enllaços la pàgina web per descarregar gratuïtament).

## En què consisteix?
És un joc de carreres que no té res a veure amb el que habitualment es coneix en jocs d'aquesta tipologia, cosa que el fa especialment atractiu. Els circuits (7 en total) són replets d'obstacles molt curiosos, que han de ser superats pels extravagants vehicles (mai usats per a carreres), a la vegada que lluiten entre ells per vèncer. Aquests vehicles són fàcilment controlables i això permet al jugador la possibilitat d'empènyer als contrincants cap als obstacles, com ara barrancs o trens en marxa. Tenen cert aspecte de cotxes en miniatura, similar als "micro machines", i tots ells disposen del "turbo", una èina que et permet accelerar temporalment en un període d'un segon, més o menys. Si un vehicle col·lideix contra un obstacle reapareixerà, però amb la consegüent perduda de temps (tarda uns dos segons a recrear-lo).

## Modes
El joc té quatre modes de carrera:
- Campionat - Mode útil per a desbloquejar noves pistes i cotxes. Consisteix a escollir un vehicle qualsevol i completar totes les pistes disponibles (3 voltes cadascuna). Sempre apareixen cinc contrincants, i se't requereix quedar com a mínim en tercera posició de cada carrera. Al final d'aquesta, al primer se'l atorga amb 10 punts de bonificació, al segon 7 punts, al tercer 5, al quart 3, al cinquè 2 i a l'últim 1 punt. Venç el campionat aquell cotxe qui al final de disputar tots els circuits sumi més punts en la classificació general. Hi ha quatre campionats: Principiant, Amateur, Professional i Mirall.
- Carrera única - És un mode simple de carrera, amb cinc contrincants i tres voltes.
- Temps - Aquesta opció serveix per provar la pista, o millorar els temps rècord. Només la disputa el jugador (sense contrincants), i s'han de completar tres voltes al circuit.
- Persecució - Aquest mode és el més tèns, al gust de tots aquells que vulguin conduir sota pressió. Al començament de tot hi ha cinc contrincants (6 vehicles en total contant al jugador), i a cada volta que passa l'últim cotxe explota, fins que al final només en quedin dos, proclamant-se vencedor el millor.

## Pistes
Totes les pistes són de circuit tancat. La majoria dels obstacles estan situats a les desviacions curtes i, per tant, es poden evitar si es pren el camí més llarg.

### Moosejaw Falls
Aquest circuit, ambientat en la regió de Moosejaw-Regina (Canadà), consta de prats i zona verda, i fins i tot apareix pluja en determinats moments. Els obstacles que hi apareixen són els següents: un ferrocarril en marxa, llamps, dos salts, barrancs diversos i un tractor en marxa.
És el més fàcil, però has de triar el moment exacte per al Turbo.

### Gold Rush
Circuit ambientat en la zona desèrtica erosionada de l'interior dels Estats Units, de la regió del Colorado. Els obstacles que hi apareixen són: un tornado, una vagoneta de la mina, un despreniment de roques, un salt, una revolta en descens amb dues roques que obstaculitzen, i dos camions just abans de la línia de meta.

### Snake Island
Aquesta pista marítima, situada al Carib, està formada per un conjunt de petites isles lligades entre elles per mitjà de ponts elevats d'autopista. Obstacles: dos lliscadors, un revolt molt tancat amb un barranc, un descens de cargol i un salt al final.

### Lost Ruins
Es troba al Brasil amazònic. Obstacles: un barranc, una piràmide, dos roques esfèriques que es creuen al camí i un salt final.

### Yodel Peaks
Regió nevada, situada als Alps austriacs. Obstacles: una vessant nevada que rellisca (situada just en un revolt), dos salts, un tram de corbes nevades que rellisquen i una esllavissada.

### Cape Thor
- No disponible al començament.

Circuit d'Islàndia, probablement la pista més variada. Apareix una ciutat marítima amb port en aigües gelades, després una zona de prats, després un camí de muntanya ple de revolts tot vorejant un riu, una petita glacera i una zona volcànica. Els obstacles concrets són: la glacera que rellisca, un volcà (es pot saltar per sobre, sempre que no faci erupció), i un conjunt de bassals d'àcid.

### Tokio Bullet
- No disponible al començament.

Circuit de Tòquio (Japó). És l'única carrera que transcorre de nit, i és una pista eminentment d'autopistes i de rectes, on tenen un clar avantatge els cotxes ràpids fets per córrer i els que tenen un millor "turbo" per accelerar. Obstacles: Màquines de pavimentació estacionades, un salt, al port es pot caure al mar, ja que no hi ha barrera, i un avió al passar per l'aeroport.

## Vehicles
- Coop - Mini Cooper vermell, normalment utilitzat als camps de golf.
- Evac - Jeep d'urgències de color verd, emprat en guerres.
- School Bus - Autobús escolar groc, habitual en els Estats Units.
- Smoke - Davantera d'un camió (sense el remolc).
- Bug - Cotxe-insecte de color blau, semblant a un sis-cents.
- Redneck - Cotxe esportiu vermell
- Enforcer - Cotxe de patrulla de la NYPD (Policia de Nova York)
- Banana (no disponible al començament) - Porsche groc
- Monster (no disponible al començament) - Camió de trial (Monster truck), groc i negre.
- Vegas (no disponible al començament) - Cotxe negre.
- Ignition (no disponible al començament) - Cotxe groc, blau i vermell. El millor de tots els vehicles, només disponible havent superat tots els campionats.